# Asthenargus expallidus
Asthenargus expallidus là một loài nhện trong họ Linyphiidae.
Loài này thuộc chi Asthenargus. Asthenargus expallidus được Herman Theodor Holm miêu tả năm 1962.